# Zgorzel pędów drzew owocowych

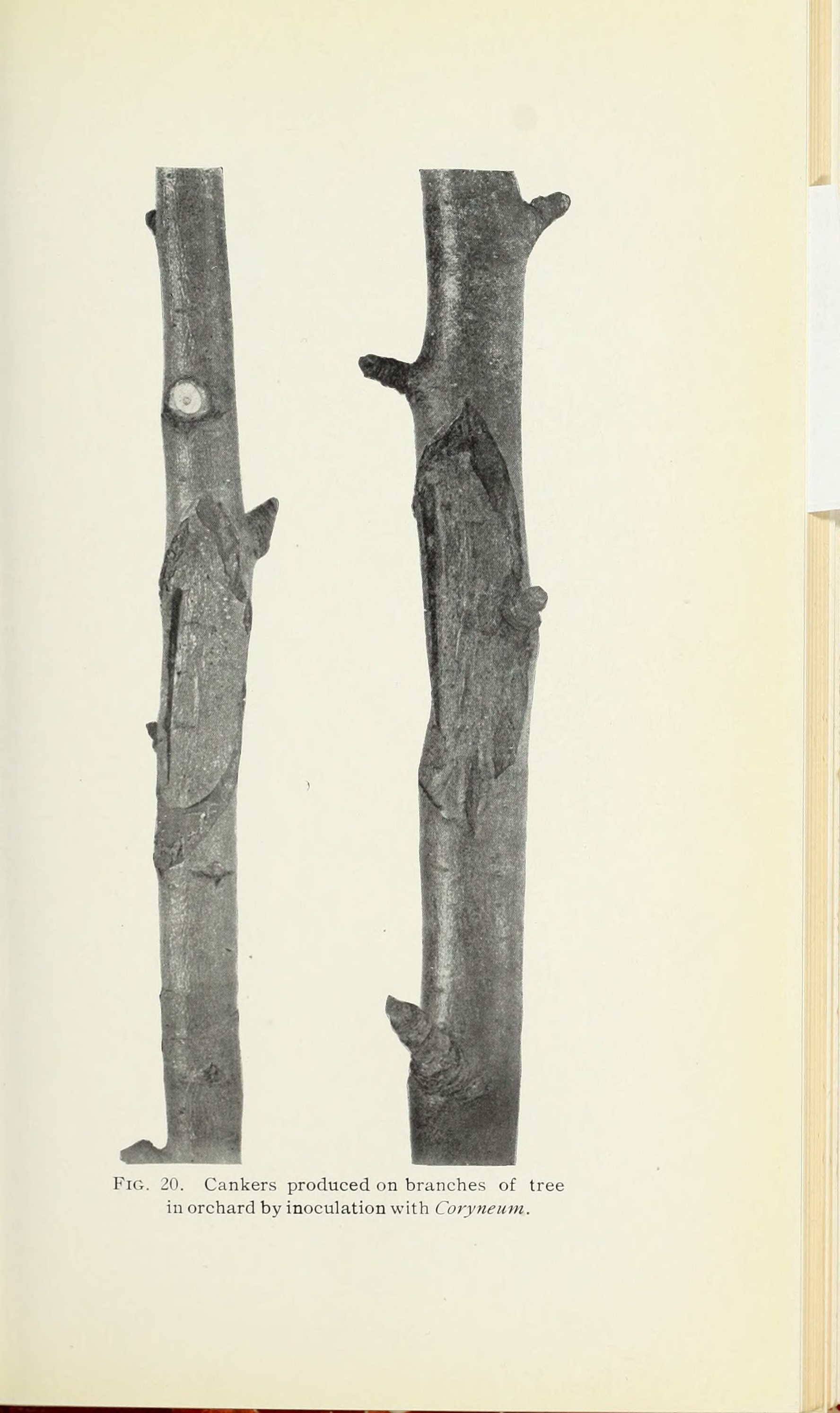

Zgorzel pędów drzew owocowych – choroba drzew owocowych wywołana przez Phomopsis prunorum.
Choroba występuje na jabłoniach, gruszach, wiśniach i czereśniach. Pierwszymi jej objawami są gładkie, ciemnobrązowe zrakowacenia występujące głównie na młodych pędach, rzadziej na grubszych konarach i pniach. Później zrakowacenia stają się szorstkie, ich krawędzie pękają, a kora odpada, w konsekwencji doprowadzając do obumarcia całego pędu powyżej zrakowacenia. Objawy choroby mogą wystąpić także na liściach i owocach. Owoce ulegają zainfekowaniu na drzewie, ale objawy porażenia pojawiają się dopiero w przechowalni. Początkowo są to małe, ciemne plamy, później rozprzestrzeniające się na cały owoc i ostatecznie powodujące jego mumifikację.
Między różnymi odmianami obserwuje się zauważalną różnicę w podatności na chorobę. Zwalczanie zgorzeli pędów drzew owocowych opiera się głównie na usuwania porażonych pędów. W razie potrzeby można ją leczyć fungicydem na początku okresu wegetacyjnego, na wiosnę, a jesienią, po opadnięciu liści, preparatami miedziowymi.